# Nowave-revival
De term nowave-revival refereert aan een muziekstroming en herwaardering voor de no wave beweging eind jaren zeventig in New York. Rond 2000 legden een toenemend aantal noiserockacts zich toe op polyritmische percussie en onconventionele structuren waarbij het gebruikelijke couplet-refrein-couplet vermeden wordt. 
Hedendaagse bands die tot deze stroming behoren zijn Liars, HEALTH, Neptune, AIDS Wolf. Door de hernieuwde belangstelling richtten tevens veel bands uit de oorspronkelijke nowaveperiode zich opnieuw op. Liquid Liquid, ESG, James Chance & The Contortions, Teenage Jesus and the Jerks (Lydia Lunch). En ook Rhys Chatham trad weer op met zijn gitaarensembles.
In 2005 verscheen de documentaire Kill Your Idols rondom deze ontwikkeling, vernoemd naar de song van Sonic Youth. In deze film komen zowel de nieuwe als de oude generatie aan het woord om uitleg te geven over de esthetiek van de stroming.